# Stan Hales
Raleigh Stanton „Stan“ Hales (* 16. März 1942 in Pasadena) ist ein US-amerikanischer Badmintonspieler  und Mathematiker. 

## Karriere
Hales besuchte das Pomona College in Claremont (Kalifornien) und wurde an der Harvard University promoviert, wo er 1964/65 Woodrow Wilson Stipendiat war. Nach der Promotion lehrte er zwei Jahre als Assistent in Harvard und war ab 1967 am Pomona College, wo er 1973 stellvertretender Dekan und 1982/83 Dekan war. Ab 1990 war er als Vizepräsident am College of Wooster, wo er ab 1994 Präsident war. 2007 ging er dort in den Ruhestand. Danach war er Berater in einer akademischen Headhunter-Firma (Academic Search).
Als Mathematiker spezialisierte sich Hales auf dem Gebiet der Kombinatorik. 2004 wurde er Ehrendoktor des Pomona College.
Im Bereich des Sports gewann er im Badminton 1970 und 1971 die US-Meisterschaften im Herreneinzel.

## Sportliche Erfolge
| Saison | Veranstaltung              | Disziplin    | Platz | Name             |
| ------ | -------------------------- | ------------ | ----- | ---------------- |
| 1970   | USA: Einzelmeisterschaften | Herreneinzel | 1     | R. Stanton Hales |
| 1971   | USA: Einzelmeisterschaften | Herreneinzel | 1     | Stan Hales       |